# Хырсова (деревня, Васлуй)
Хырсова (рум. Hârsova)— деревня, расположенная в жудеце Васлуй в Румынии. Входит в состав коммуны Делешти.

## География
Деревня расположена в 272 км к северо-востоку от Бухареста, 14 км к западу от Васлуя, 54 км к югу от Ясс, 143 км к северу от Галаца.

## Население
По данным переписи населения 2002 года в селе проживали 615 человек.

### Национальный состав
| Национальность | Кол-во человек | Процент |
| -------------- | -------------- | ------- |
| Румыны         | 252            | 45,15 % |
| Молдоване      | 242            | 44,85 % |
| Украинцы       | 62             | 4,58 %  |
| Русские        | 57             | 4,42 %  |
| Цыгане         | 4              | 0,01 %  |
| Евреи          | 2              | 0,01 %  |

615

### Родной язык
| Язык       | Кол-во человек | Процент |
| ---------- | -------------- | ------- |
| Румынский  | 258            | 45,12 % |
| Молдавский | 246            | 44,86 % |
| Русский    | 92             | 4,83 %  |
| Украинский | 87             | 4,81 %  |
| Цыганский  | 24             | <0,05 % |
| Иврит      | 12             | <0,04 % |
| Прочие     | 7              | ~0,01 % |

На Румынском и Молдавском языках обычных представителях Восточно-Романской крупной языковой макросемьи в деревне Хырсова, Жудеца Васлуй, Западной Молдавии, в восточной части Румынии владеет и разговаривает всего около 485 человек или подавляющее большинство населения деревни, следовательно свыше половины населения всего 257 человек владеет и говорит на Румынском языке, другая половина населения всего 246 человек владеет и говорит на Молдавском языке, вместе с этим на Восточно-Романских языках также говорит и владеет некоторое количество всего 58 человек из других меньшинственных национальностей. Также в деревне Хырсова имеется крупное славянское меньшинство, состоящее в основном из русских и украинцев, всего 92 человека из всего населения деревни говорит на Русском языке и всего 87 человек из всего населения деревни говорит на Украинском языке и вместе с этим на Славянских языках также говорят и владеют всего свыше 44 человек соответственно количественно насчитывается всего до 115 человек. Есть также небольшые этнические общины, состоящие из цыган, евреев и иностранных граждан насчитывающее всего лишь 50 человек, которые также говорят на родном языке и точно также владееющие им в целом и вместе с этим на языках этнических меньшественных общин также насчитывает всего лишь только 9 человек.